# Текстура грунта
Текстура грунта — относительное содержание в почве, осадке, горной породе или антропогенных образованиях частиц различных размеров независимо от их химического или минералогического состава. Гранулометрический состав является важным физическим параметром, от которого зависят многие аспекты существования и функционирования почвы, в том числе плодородие.
Гранулометрический состав — содержание в почве механических элементов, объединенных по фракции.

## Фракции частиц при гранулометрическом анализе почв
В почвах и породах могут находиться частицы диаметром как менее 0,001 мм, так и более нескольких сантиметров. Для подробного анализа весь возможный диапазон размеров делят на участки, называемые фракциями. Единой классификации частиц не существует.
Исторически первая классификация фракций предложена А. Аттербергом в 1912 и была основана на изучении физических свойств монофракциальных смесей. Их анализ показал резкие качественные различия, в частности, в липкости при достижении размеров 0,002, 0,02 и 0,2 мм.
Шкала Аттерберга легла в основу более новых зарубежных классификаций. В СССР и России была принята несколько иная классификация Н. А. Качинского.
| Граничные значения, мм | Название фракции       |
| ---------------------- | ---------------------- |
| <0,0001                | Коллоиды               |
| 0,0001—0,0005          | Тонкий ил              |
| 0,0005—0,001           | Грубый ил              |
| 0,001—0,005            | Мелкая пыль            |
| 0,005—0,01             | Средняя пыль           |
| 0,01—0,05              | Крупная пыль           |
| 0,05—0,25              | Тонкий песок           |
| 0,25—0,5               | Средний песок          |
| 0,5—1                  | Крупный песок          |
| 1—3                    | Гравий                 |
| больше 3               | Каменистая часть почвы |

Вместе с этими в классификации Качинского выделяются фракции физического песка и физической глины, соответственно, крупнее и мельче 0,01 мм.

## Классификации почв по гранулометрическому составу
В настоящее время получили распространение два основных принципа построения классификаций:
- На основании содержания физической глины с учётом доминирующей фракции и типа почвообразования. Разработана Н. А. Качинским и принята в России и в некоторых других странах.

Треугольник Ферре

- На основании относительного содержания фракций песка, пыли и глины по Аттербергу. Международная классификация, классификации общества почвоведов (SSSA) и общества агрономов (ASSA) США. Для определения названия почвы используют треугольник Ферре.

Однозначного перехода от одной классификации к другой не существует, однако используя кумулятивную кривую выражения результатов гранулометрического состава можно назвать почву по обеим классификациям.

## Влияние гранулометрического состава на свойства почв и пород
Гранулометрический состав определяет многие физические свойства и водно-воздушный режим почв, а также химические, физико-химические, биологические и конечно же физико-механические свойства.
Разные фракции обычно представлены различными минералами. Так, в крупных преобладает кварц, в мелких — каолинит, монтмориллонит. По фракциям различается способность образовывать с гумусом органоминеральные соединения.
Меньший диаметр частиц означает большую удельную поверхность, а это, в свою очередь — большие величины ёмкости катионного обмена, водоудерживающей способности, лучшую агрегированность, но меньшую прочность. Тяжёлые почвы могут иметь проблемы с воздухосодержанием, лёгкие — с водным режимом.

## Методы определения (гранулометрия)
Методы определения гранулометрического состава грунтов можно разделить на прямые и косвенные.
К прямым относятся методы, основанные на непосредственном (микрометрическом) измерении частиц в поле зрения оптических и электронных микроскопов или с помощью других электронных и электронно-механических устройств. В практике прямые (микрометрические) методы не получили широкого распространения.
К косвенным относятся методы, которые базируются на использовании различных зависимостей между размерами частиц, скоростью осаждения их в жидкой и воздушной средах и свойствами суспензии. Это группа методов, основанных на использовании физических свойств суспензии (ареометрический, оптический и др.) или моделирующих природную седиментацию (пипеточный, отмучивания и др.).

### Ареометрический метод
Ареометрический метод основан на последовательном определении плотности суспензии грунта через определенные промежутки времени с помощью ареометра. По результатам определений рассчитывают диаметр и количество определяемых частиц по формуле или с помощью номограммы. Этим методом определяют содержание в грунте частиц диаметром менее 0,1 мм. Содержание фракций крупнее 0,1 мм определяют ситовым методом.
Устройство ареометра основано на законе Архимеда: всякое погруженное в жидкость тело теряет в своем весе столько, сколько весит вытесненная им жидкость. При постоянном объеме тела, погруженного в жидкость, более тяжелой жидкости будет вытеснено меньше, а более легкой — больше. Таким образом в легкую жидкость тело будет погружено на большую глубину, в тяжелую на меньшую. Следовательно, чем больше концентрация суспензии, тем больше её плотность и меньше глубина, на которую погружается в неё ареометр.
При отстаивании суспензии частицы грунта, подчиняясь закону силы тяжести, падают на дно сосуда, и плотность суспензии уменьшается. Соответственно ареометр по мере выпадения частиц постепенно погружается в суспензию глубже и глубже.

### Пипеточный метод
Пипеточный метод используется для определения гранулометрического состава глинистых грунтов в комбинации с ситовым. Этот метод основан на разделении частиц грунта по скорости их падения в спокойной воде.
Через определенные интервалы времени пипеткой из суспензии грунта с различных глубин отбирают пробы, которые затем высушивают и взвешивают.
К косвенным методам также относится и полевой метод Рутковского, который дает приближенное представление о гранулометрическом составе грунтов. В основу метода положены:
1. различная скорость падения частиц в воде в зависимости от их размера;
2. способность глинистых частиц набухать в воде.

С помощью метода Рутковского выделяют три основные фракции: глинистую, песчаную и пылеватую. В полевых условиях на практике этот метод целесообразно применять для определения песков пылеватых и супесей.
В особую группу выделяют методы определения размеров частиц с помощью ситовых наборов. Они занимают промежуточное положение между прямыми и косвенными методами и широко используются в практике самостоятельно или в комбинации с другими методами.

### Ситовой метод
Ситовой метод — один из основных в практике исследований грунтов для строительства. Метод используется для определения гранулометрического состава крупнообломочных и песчаных грунтов, а также крупнозернистой части пылевато-глинистых грунтов.
Сущность метода заключается в рассеве пробы грунта с помощью набора сит. Для разделения грунта на фракции ситовым методом без промывки водой применяют сита с отверстиями диаметром 10; 5; 2; 1; 0,5 мм; с промывкой водой — сита с размером отверстий 10; 5; 2; 1; 0,5; 0,25; 0,1 мм. Ситовой метод с промывкой водой обычно применяют для определения гранулометрического состава мелких и пылеватых песков.
Для крупнообломочных грунтов применяются метод грохочения.

## Способы выражения
При определении гранулометрического состава почв выявляется процентное содержание фракций механических элементов. Например, почва содержит 23,4 % физической глины.

## Влияние гранулометрического состава на продуктивность растений
Продуктивность растений на почвах различного гранулометрического состава может существенно различаться, что объясняется различием в свойствах почв. Оптимальный гранулометрический состав зависит от условий влагообеспеченности и технологии возделывания. В засушливых условиях низкий запас влаги в лёгких почвах (супесях и песках) и слабый капиллярный подъём приводят к существенному снижению урожайности. В условиях хорошего и избыточного увлажнения такие почвы лучше аэрируются и растения на них чувствуют себя лучше. Низкий запас элементов питания в лёгких почвах можно легко устранить при внесении удобрений, которые имеют высокую эффективность на таких почвах вследствие малой буферности.